# أبرشية سيدة لبنان في ساو باولو
أبرشية سيدة لبنان في ساو باولو (بالبرتغالية: Eparquia Nossa Senhora do Líbano em São Paulo) هي أبرشية تابعة للكنيسة المارونية وتخضع مباشرة لبطريرك أنطاكية الماروني، ويقع كرسيها الأسقفي في ولاية ساو باولو في البرازيل.
تمتلك أبرشية سيدة لبنان في ساو باولو حق الاقتراع في المقاطعة الكنسية لأبرشية العاصمة البرازيلية ساو باولو، وهي أبرشية الكنيسة اللاتينية.
تضمّ أبرشية سيدة لبنان في ساو باولو جميع المؤمنين الكاثوليك الموارنة الذين يعيشون في البرازيل، ويقع مقرها الأبرشي في كاتدرائية سيدة لبنان في مدينة ساو باولو، ويرأسها في الوقت الحالي الأسقف الماروني إدغار مادي.

## الأقاليم التابعة
يخضع لسلطة أبرشية سيدة لبنان في ساو باولو جميع المواطنون المسيحيون الكاثوليك الموارنة المقيمين في الجزء الجنوبي الشرقي من البرازيل، والذي يتضمن مدن ساو باولو، وباورو، وبيلو هوريزونتي، وبورتو أليغري، وساو خوسيه دو ريو بريتو، وريو دي جانيرو، وكامبيناس، وجوارولوس وبيراسيكابا. وتنقسم المنطقة التابعة لسلطة الأبرشية إلى عشر أبرشيات. وفي عام 2013 كان هناك 489000 معمّدًا مارونيًّا في المنطقة.

## لمحة تاريخية
في 30 مايو/أيار 1962، أنشأ البابا يوحنا الثالث والعشرون الإكسرخسية الرسولية المارونية للموارنة الكاثوليك في البرازيل وعيّن المطران فرنسيس منصور الزايك رئيسًا لها، وكان أول أسقف يُعيّن للعمل خارج المناطق التاريخية لبطريركية أنطاكية وسائر المشرق المارونية لخدمة الشتات الماروني. رُسّم فرنسيس منصور الزايك رسميًا في 5 أغسطس/آب 1962 كأسقف لأبرشية سيدة لبنان في ساو باولو، وكأسقف مساعد لأبرشية الروم الكاثوليك في ريو دي جانيرو، وكأسقف فخري لأبرشية الرقة الكاثوليكية المارونية.
شغل فرنسيس منصور الزايك منصب أسقف للموارنة الكاثوليك في ساو باولو حتى عام 1966 عندما نُقل الكرسي الرسولي إلى الولايات المتحدة الأمريكيّة، وعُين الأب أنطوني الجبير نائباً عاماً للموارنة حتى عام 1968، ثُمّ خلفه في المنصب في 1 مارس/آذار 1968 المطران جواو شديد الذي كان بالفعل أسقفًا ونائبًا عامًا للبطريرك الماروني في لبنان، ثُم أسقفًا مساعدًا، كما شغل منصب النائب العام للبطريرك الماروني في لبنان ونيابة للمؤمنين الشرقيين الكاثوليك في البرازيل بدءًا من عام 1956. كان الأسقفان المارونيان فرنسيس منصور الزايك وجواو شديد، وكيلين وأساقفة مساعدين لأكسرخسية كاثوليك المشرق العاديين في البرازيل، وهو ما كان يساوي في ذلك الوقت منصب رئيس أساقفة ريو دي جانيرو. وفي 29 نوفمبر/تشرين الثاني 1971، رفع البابا بولس السادس الإكسرخسية إلى رتبة أبرشية منتخبة قانونياً بموجب الدستور الرسولي الصادر في 29 نوفمبر/تشرين الثاني 1971، وأصبحت آنذاك دائرة كنسية تابعة للكنيسة المارونية إحدى الكنائس القانونية المستقلة. أقيمت أبرشيات الكنيسة الكاثوليكية المُنفصلة عن رتبة الكاثوليك الشرقيين في البرازيل في 14 نوفمبر/تشرين الثاني 1951.
استقال المطران جواو شديد عام 1990 بسبب تقدمه في السن وسوء حالته الصحية وتوفي في لبنان في 30 يوليو/تموز 1991. أما المطران الثالث للكنيسة المارونية فهو جوزيف محفوظ الذي انتخب في 9 يونيو/حزيران 1990 وسُيّم في 12 أغسطس/آب 1990 في لبنان، فقد وصل إلى البرازيل في 6 أكتوبر/تشرين الأول 1990، وتسلّم منصبه في 21 أكتوبر من نفس العام وبقي أسقفًا لمطرانية البرازيل المارونية حتى استقال من منصبه في ديسمبر/كانون الأول 2006 بعد أن أكمل 75 عاماً. وكان المطران الرابع للموارنة في البرازيل هو الأب إدغار ماضي الذي تولى رسمياً مهام أعلى منصب ماروني في البرازيل في 10 ديسمبر/كانون الأول 2006.

## قائمة الأساقفة ورؤساء الأساقفة
| الاسم       | تاريخ تولي المنصب           | تاريخ ترك المنصب                           | ملاحظات        |
| ----------- | --------------------------- | ------------------------------------------ | -------------- |
| جواو شديد   | 29 نوفمبر/تشرين الثاني 1971 | 27 فبراير/شباط 1988                        |                |
| جواو شديد   | 27 فبراير/شباط 1988         | حتى تقاعده في 9 يونيو/حزيران 1990          | رئيسًا للأساقفة |
| جوزيف محفوظ | 9 يونيو/حزيران 1990         | حتى استقالته في 14 أكتوبر/تشرين الأول 2006 |                |
| إدغار ماضي  | 14 أكتوبر/تشرين الأول 2006  |                                            |                |